# Giacomo Fantoni

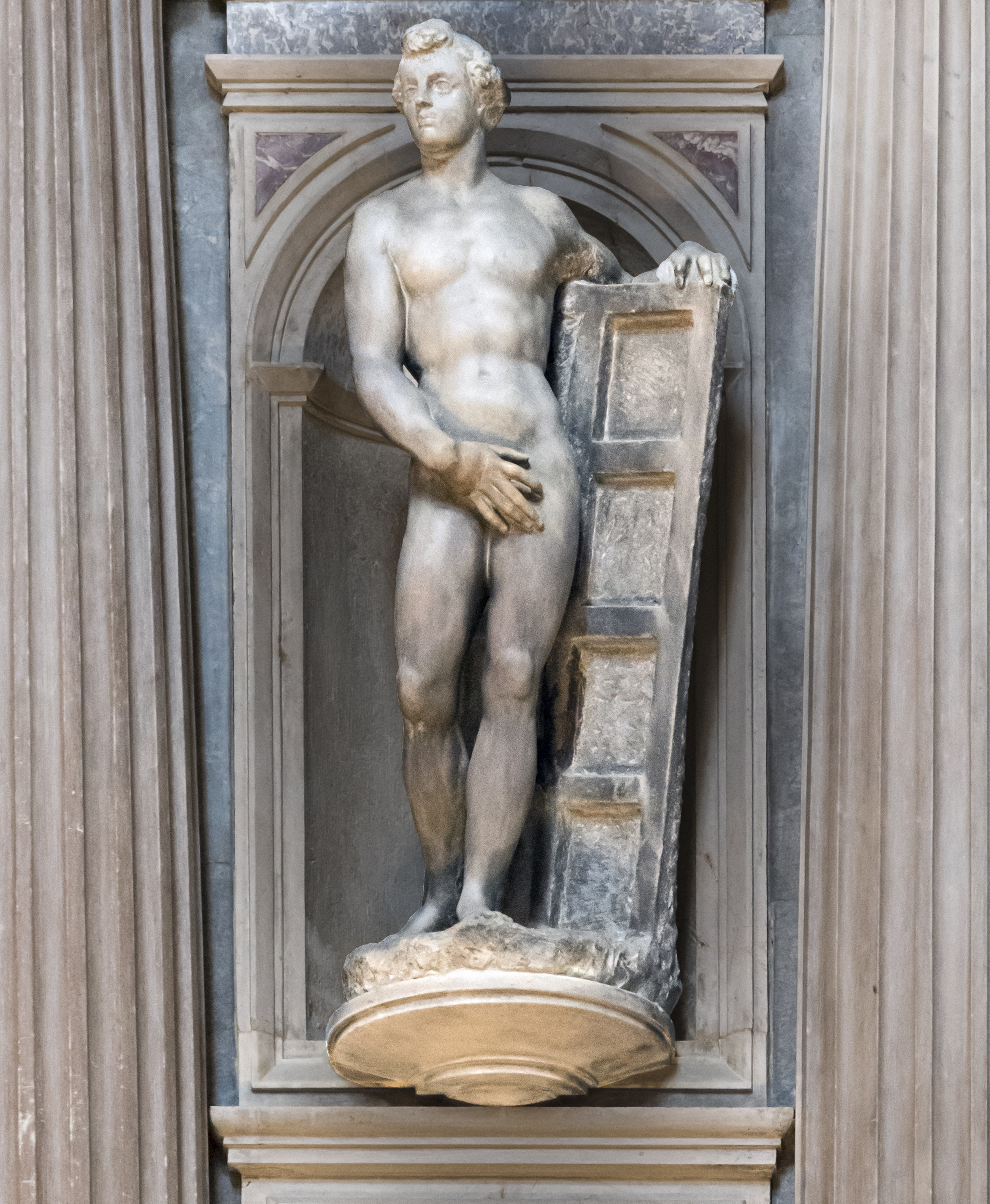
San Lorenzo, chiesa di San Salvador, Venezia

Giacomo Fantoni, detto Iacopo dalle Colonne o Iacopo Colonna (Bologna, 1504 – Bologna, 1540), è stato uno scultore italiano.

## Biografia
È conosciuto, tra le altre opere, per due statue (1533) nella Basilica di Sant'Antonio a Padova.